# Anastrangalia dubia
Anastrangalia dubia је врста инсекта из реда тврдокрилаца (Coleoptera) и породице стрижибуба (Cerambycidae). Сврстана је у потпородицу Lepturinae.

## Распрострањеност
Врста је распрострањена на подручју Европе, Кавказа, Ирана и Алжира. У Србији је честа на високим планинама.

## Опис
Глава, пронотум, ноге и антене су црне боје. Елитрони су жућкастобраон боје са црном сутуром, бочне ивице и врх су црне боје код мужјака, док су код женки елитрони једнобојно црвени или са већим или мањим црним пољима, понекад и потпуно црни. Антене су средње дужине. Пронотум је издужен, а импресија је слабо изражена, за разлику од врсте Anastrangalia sanguinolenta (Linnaeus, 1761) где је попречна импресија изражена. Дужина тела је од 9 до 16 mm.

## Биологија
Комплетан циклус развића се одвија у периоду од  2 до 3 године. Ларва се развија у стојећим мртвим стаблима и гранама четинара, као домаћини јављају се бор, смрча и јела. Адулти се могу срести на цвећу од маја до августа.

## Синоними
- Leptura dubia Scopoli, 1763
- Marthaleptura dubia (Scopoli) Ohbayashi, 1963
- Corymbia (Anastrangalia) dubia (Scopoli) Pesarini & Sabbadini, 1994
- Leptura cincta Gyllenhal, 1827 nec Panzer, 1804
- Leptura variabilis Paykull, 1800 nec DeGeer, 1775